# Những kẻ mộng mơ (phim)
Những kẻ mộng mơ (Tên gốc: The Dreamers) là một bộ phim kịch-lãng mạn được đạo diễn bởi Bernardo Bertolucci. Kịch bản được viết bởi Gilbert Adair, dựa trên cuốn tiểu thuyết The Holy Innocents của chính ông. Phim được đồng sản xuất bởi ba công ty từ Pháp, Anh và Italy, kể về câu chuyện của chàng sinh viên Mĩ đang theo học tại Paris và gặp gỡ hai chị em sinh đôi kì quặc, những người có cùng niềm đam mê phim ảnh giống anh và đã vướng vào mối quan hệ đầy dục vọng cùng họ. Phim lấy bối cảnh cuộc bạo loạn của sinh viên Paris năm 1968. Trong phim có xuất hiện những cảnh quay của những bộ phim cổ, kết hợp cùng những clip mà nhân vật trong phim chính thường bắt chước những cảnh quay này.
Phim có hai phiên bản: bản không cắt phân loại NC-17 và bản phân loại R ngắn hơn ba phút.
Ngôn ngữ chính được dùng trong phim là tiếng Anh dù đôi khi nhân vật trong phim có dùng tiếng Pháp và tiếng Anh thay thế cho nhau.

## Nội dung
Matthew (Michael Pitt thủ vai) là một du học sinh trao đổi đến Paris để học tiếng Pháp. Tình cờ gặp chị em sinh đôi Théo (Louis Garrel) và Isabelle (Eva Green) trong một cuộc biểu tình phản đối việc sa thải Henri Langlois ở Cinémathèque Française. Cùng có chung tình yêu và kiến thức phim ảnh, ba người trở dần nên thân thiết hơn.
Sau buổi ăn tối với bố mẹ của Théo và Isabelle (Anna Chancerllor và Robin Renucci thủ vai), Matthew được chị em Théo rủ đến ở cùng trong khi bố mẹ họ đi công tác. Matthew đồng ý và xem đây là những người bạn Pháp đầu tiên của anh.
Matthew sớm nghi ngờ mối quan hệ chị em này khi tình cờ thấy họ đang ngủ khỏa thân cùng nhau và sớm phát hiện ra rằng họ rất tự do về việc khỏa thân hay thực hiện một số hành vi liên quan đến tính dục trước mặt nhau. Théo chịu thua Isabelle trong một câu đố, cô đã yêu cầu anh thủ dâm với tấm poster Marlene Dietrich trước mặt cô. Cũng trong một tình huống tương tự khi Isabelle và Matthew chịu thua trong một câu đố khác, Théo đã bắt hai người quan hệ tình dục và Matthew nhận ra anh là người đầu tiên của cô, sau chuyện này Matthew và Isabelle yêu nhau.
Matthew bắt đầu chấp nhận việc tự do trong việc thực hiện những hành vi tính dục của chị em Théo và cuộc sống của anh với hai người cũng trở nên tuyệt vời. Họ đã cùng nhau phá kỷ lục chạy trong bảo tàng Louvre (bắt chước trong phim), Matthew và Théo cùng tranh luận khá vui vẻ về Charles Chaplin và Buster Keaton, về Eric Clapton và Jimi Hendrix cũng như về chủ nghĩa Mao mà Théo hâm mộ một cách cuồng nhiệt. Matthew và Isabelle vẫn tiếp tục mối quan hệ yêu đương, anh đã có lần phải bắt cô ra ngoài cùng anh hẹn hò nghiêm túc, đó là điều Isabelle chưa từng làm bao giờ.
Vào một đêm khi ba người đang ngủ khỏa thân cùng nhau, bố mẹ Théo và Isabelle về để gửi tiền chi tiêu và thực sự giật mình bởi những gì trước mắt, tuy nhiên họ vẫn lặng lẽ bỏ đi sau khi để lại số tiền trên bàn. Isabelle thức dậy đầu tiên và nhận ra rằng bố mẹ đã thấy cảnh tượng này. Không một lời, cô rút dây khí gas và quay lại chỗ nằm cùng Théo và Matthew, cố gắng tự tử. Tuy nhiên, một lát sau, cả ba bị đánh thức bởi một viên đá ném từ ngoài đường vào nhà và phát hiện ra hàng trăm sinh viên đang bạo động ở phố. Théo rất phấn khích, tuy Matthew đã cố giải thích rằng cuộc bạo động là vô nghĩa nhưng vô ích, hai người bỏ mặc anh để tiếp tục.
Matthew tiếc nuối bỏ đi, Théo nắm tay Isabelle và chạy về phía cảnh sát, ném một chai molotov về phía họ. Bộ phim kết thúc với hình ảnh cảnh sát lao vào trấn áp đám đông.

## Diễn viên
- Michael Pitt vai Matthew
- Eva Green vai Isabelle
- Louis Garel vai Théo
- Anna Chancellor vai Mẹ
- Robin Renucci vai Bố
- Jean-Pierre Kalfon vai chính anh
- Jean-Pierre Leaud vai chính anh
- Florian Cadiou vai Patrick
- Pierre Hancisse vai người bạo động thứ nhất
- Valentin Merlet vai người bạo động thứ hai
- Lola Peploe vai người chỉ chỗ trong rạp
- Ingy Fillion vai bạn gái Théo

## Sản xuất
Cảnh quay đầu tiên giống hệt như trong tiểu thuyết của Gilbert Adair, cuốn The Holy Innocents. Trước khi sản xuất, Bertolucci đã thay đổi: ông "rải rác vài cảnh từ những bộ phim yêu thích của ông" và bỏ đi đoạn có nội dung đồng tính - bao gồm cảnh trong tiểu thuyết mô tả việc Matthew và Théo quan hệ tình dục. Sau khi phim được phát hành, ông đã nói rằng ông "trung thực với tinh thần của tiểu thuyết chứ không phải câu chữ của nó".
Eva Green thú nhận rằng đại diện và bố mẹ của cô cầu xin cô đừng nhận vai diễn Isabelle, vì những cảnh khỏa thân hoàn toàn cũng như những cảnh quan hệ tình dục rất thật - điều sẽ ảnh hưởng đến sự nghiệp của cô giống trường hợp của Maria Schneider.
Khi Green thấy những cảnh thô của phim, cô cảm thấy hơi sốc và phải nhìn đi chỗ khác suốt cảnh quay việc quan hệ; sau này cô có nói trong một cuộc phỏng vấn rằng đối với cô "nó như kiểu là tôi đã mặc một bộ đồ hóa trang suốt quá trình làm phim, giống như là tôi đã có một câu chuyện khác trong đầu. Vậy nên không có gì để nói nhiều về nó."

### Đánh giá
Fox Searchlight Pictures đã phát hành bản không cắt một cách giới hạn ở Mĩ vào năm 2007; nó được trình chiếu ở 116 rạp. Ở Mĩ, bộ phim được xếp loại NC-17, tương tự như VM14 ở Italy. Mặc dù được xếp vào NC-17, bộ phim gặt hái được 2.5 triệu Đô la trong thị trường Mĩ - một điều rất đáng khen ngợi với một thể loại phim kén người xem như vậy.

## Ghi nhận
Trong số những bài đánh giá của các chuyên gia từ trang Rotten Tomatoes, bộ phim nhận được 61% "fresh rating", điểm số trung bình là 6.2/10. Tương tự, điểm số từ trang Metacritic là 62/100, xếp phim vào thể loại khá tốt. Chuyên gia A.O. Scott từ tờ The New York Times cho rằng bộ phim "ngọt ngào một cách quyến rũ và hoàn toàn mê hoặc" và miêu tả bộ phim là "nung chảy sự khám phá về tình dục bởi sự lo ngại về chính trị bằng sự hùng hổ, chủ nghĩa lãng mạn không chú ý gần như đã che lấp bệnh nhân của bộ phim, một sự thông minh đáng nghi ngờ". Tờ The Times gọi bộ phim là "sự pha trộn giữa Last Tango và Stealing Beauty, kết hợp giữa các yếu tố mãn nhãn một cách bẩn thỉu của mỗi phim hơn là mối quan hệ mạnh của nó". Roger Ebert đánh giá bộ phim ở mức bốn sao, đánh giá cao nhất của ông, mô tả bộ phim là "chua cay" và "đẹp một cách dị thường".